# 秋元湖
秋元湖（あきもとこ）は、福島県耶麻郡北塩原村および同郡猪苗代町にまたがる湖である。桧原湖・小野川湖とともに裏磐梯三湖を形成する。

## 概要
通称裏磐梯と呼ばれるこの地域は明治時代までは桧原村などの集落が存在しており、湖は存在していなかった。1888年（明治21年）、南方にある磐梯山が突如噴火し、大規模な水蒸気爆発に伴って中央部の山腹が崩壊（山体崩壊）を起こし桧原村方面に大量の土砂が流下、さらに泥流も発生して集落は全滅する被害を受けた。
この際に長瀬川や小野川など裏磐梯地域を流れる河川が山体崩壊や泥流によって方々で堰き止められ、桧原湖や小野川湖、五色沼といった大小様々な堰止湖が形成されるに至った。秋元湖は大倉川や中津川が堰き止められて誕生した。裏磐梯三湖の中では水深が最も深く、面積は桧原湖に次いで大きい。
秋元湖の湖水は長瀬川（ながせがわ）として流出し、下流部で三角州を形成して猪苗代湖に注ぐ。さらに猪苗代湖から日橋川を経て喜多方市において阿賀川へ合流する。こうしたことから秋元湖は河川法上では阿賀野川水系に属し、福島県が河川管理者として管理を行う一級河川である。

## 観光

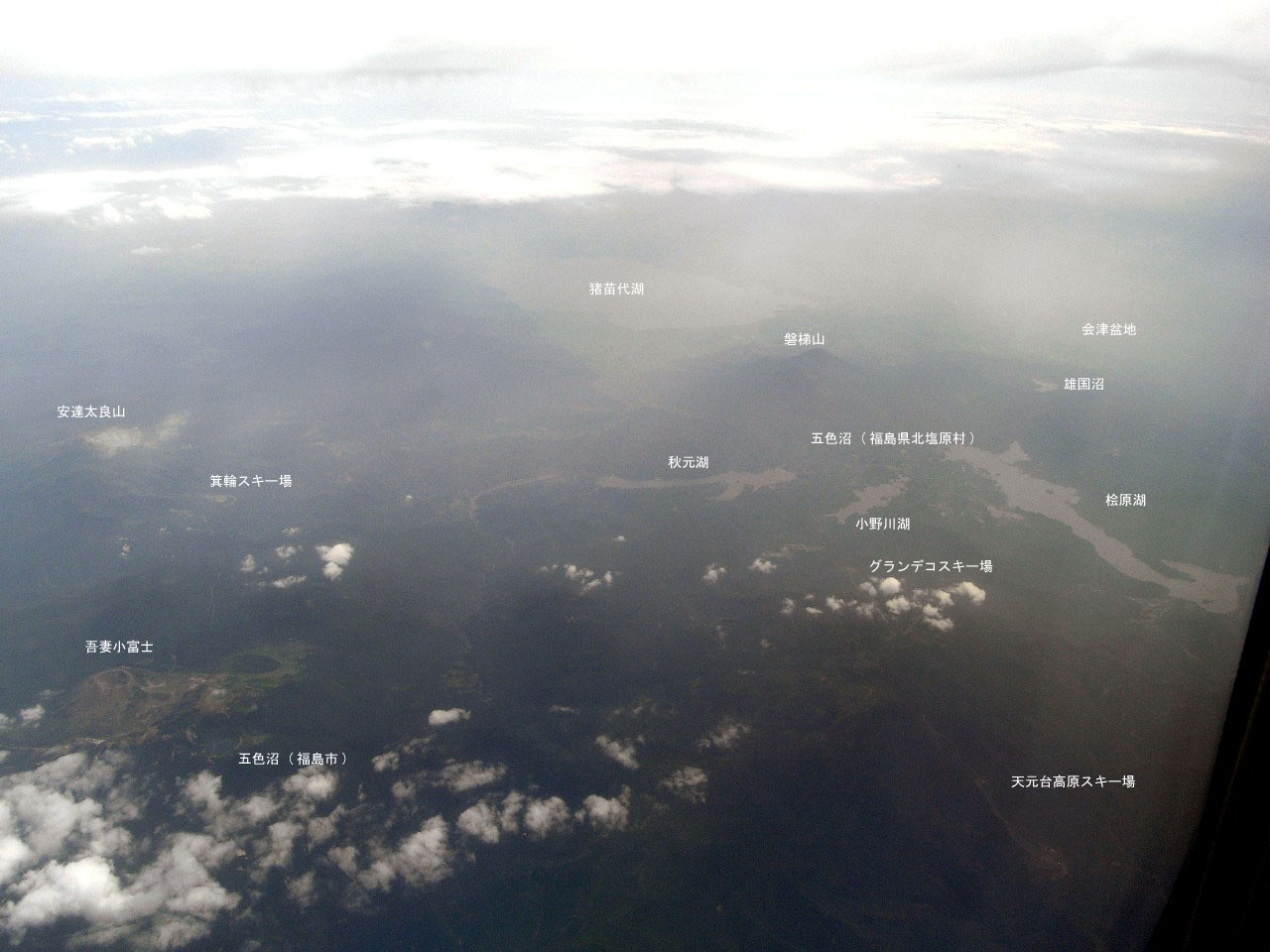
裏磐梯三湖の一つ秋元湖。他に吾妻小富士、猪苗代湖等を望む
2007年8月26日撮影

秋元湖は桧原湖や小野川湖、五色沼などと共に磐梯朝日国立公園に指定されており、会津地方の一大観光地として多くの観光客が訪れる。特に紅葉の時期には鮮やかな景色を湖面に映し出す。このため裏磐梯三湖に向かう国道459号は渋滞が激しくなるので要注意。また秋元湖は日の出の写真を撮影するスポットとしても知られており、朝方には多くの写真愛好家が陽光を撮影する風景も見られる。
秋元湖ではボートを利用することが可能である。レンタルボートは時間制で借りる事が出来る。釣りのスポットでもあるが、近年ではコクチバス（スモールマウスバス）が外来魚として増加傾向にあり、バスフィッシング愛好家が多く訪れる一方で地元の漁業協同組合などでは水生昆虫や在来魚への被害を懸念しており、対策に頭を悩ませている。湖岸には秋元湖畔サイクリングロードも整備されており、時間があれば中津川上流の中津川渓谷へ足を延ばす事が出来る。秋元湖キャンプ場などのキャンプ施設や宿泊施設も揃っており、アウトドアスポットとなっている。
秋元湖へは車では磐越自動車道・猪苗代磐梯高原インターチェンジより国道115号経由で国道459号に入り、「五色沼入口」交差点を右折して秋元湖方面へ直進する。安達太良山方面からは国道115号より「高森」交差点を右折、福島県道70号福島吾妻裏磐梯線を直進すると磐梯吾妻レークラインに入る。ここからは秋元湖上流部を望む事ができる。公共交通機関ではJR東日本磐越西線・猪苗代駅または喜多方駅より磐梯東都バスの裏磐梯方面行きに乗車して「秋元湖入口」で下車、その後徒歩となる。

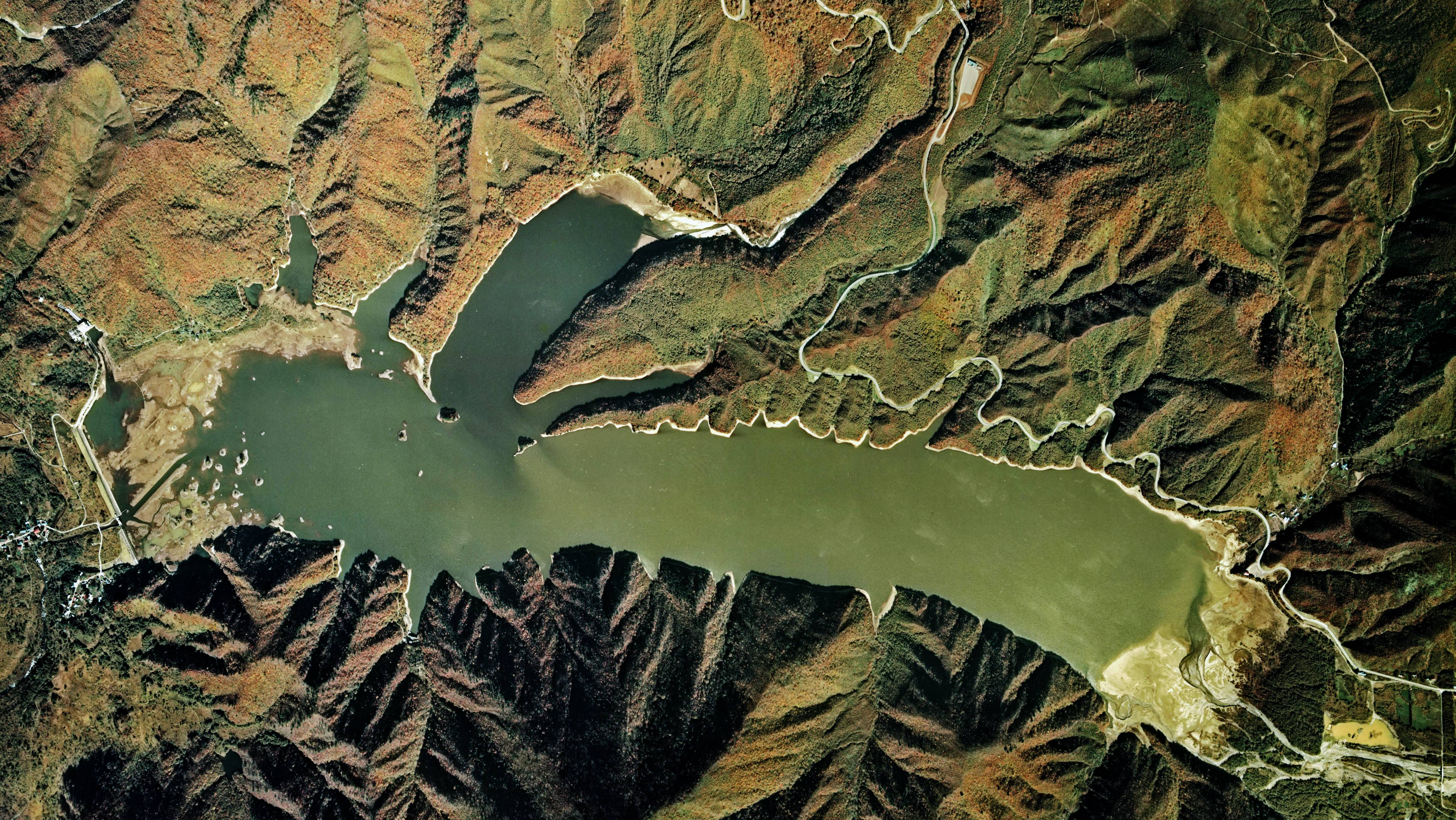
秋元湖

## ダムとしての利用
秋元湖は前述の通り磐梯山の噴火によって形成された堰止湖であり、天然湖である。だが、現在はダムが設けられており人造湖としての側面も見せている。

### 水力発電事業
秋元湖が属する阿賀野川水系は水量が豊富でしかも急流であることから、絶好の水力発電開発地点として注目されていた。1889年（明治32年）安積疏水を利用した沼上発電所が運転を開始し、阿賀野川水系の水力発電事業はスタートした。
大正時代に入ると猪苗代水力電気株式会社が猪苗代湖や日橋川を利用した水力発電開発に本格的に参入、1914年（大正3年）に当時東日本最大級の水力発電所である猪苗代第一発電所を建設、猪苗代－東京間約200kmの長距離高圧送電に成功した。その後猪苗代第二（1918年・大正7年）、猪苗代第三・第四（1926年・大正15年）の各発電所が建設され、猪苗代湖・日橋川流域の電源開発が進行した。
裏磐梯三湖の豊富な水量が注目されたのは1923年（大正12年）のことであり、以後小野川湖及び秋元湖の水力発電開発が計画された。即ち1937年（昭和12年）には小野川発電所が秋元湖畔に建設され、小野川湖よりトンネルを通じて取水を行い認可出力34,200kWの発電を開始した。その後秋元湖の開発にも着手したが、折から戦時国家統制の動きが進み「電力管理法」が1939年（昭和14年）に施行、日本発送電が既存の電力会社を半ば強制的に吸収合併した。以後日本発送電によって発電所の工事は進められ、秋元発電所が1940年（昭和15年）に完成した。この際秋元湖は有効な発電容量を確保するためアースダムを建設して貯水量を増加させた。ここにおいて秋元湖はダム化され、秋元発電所は認可出力107,500kWと当時阿賀野川水系では最大級の出力を誇った。
戦後日本発送電は過度経済力集中排除法の対象となり、最終的に1951年（昭和26年）に「電力事業再編令」によって全国9電力会社へ分割された。猪苗代湖周辺の水力発電所は東京電力に全て移管されて現在に至る。秋元湖の水位調節については東京電力が福島県の委託を受けて行っていた。

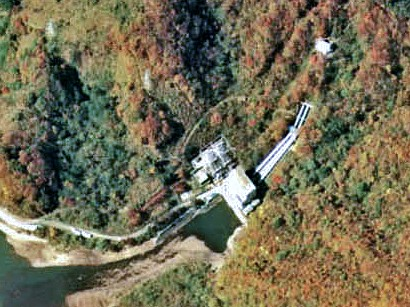
小野川発電所
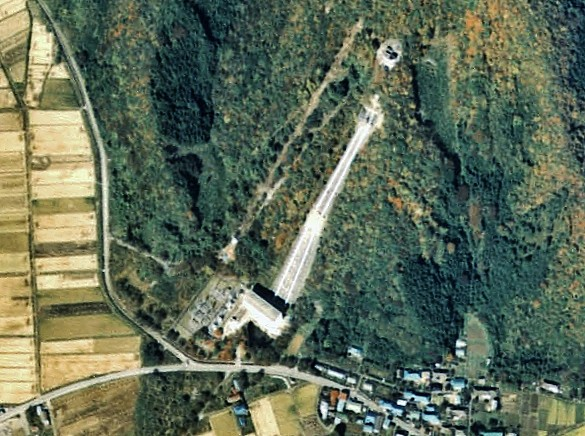
秋元発電所

### 多目的ダム化
ところが1989年（平成元年）8月、裏磐梯一体を集中豪雨が襲った。この時秋元湖を始め小野川湖・桧原湖は異常増水を来たし、流域に多大な被害を及ぼした。秋元湖はダム中央部に排水機場を設けており、余剰な湖水を放流していたが、この豪雨の際には放流機能を大きく上回る流入量を記録しており、有効な水量調節が不可能となっていた。このため水利使用規則を超える放流を余儀無くされ（参考：ただし書き操作）、大幅に増水した長瀬川が氾濫し、流域に被害をもたらす結果となった。
事態を重視した河川管理者の福島県は、裏磐梯三湖の治水対策に取り掛かった。付近一帯は磐梯朝日国立公園内にあり、自然環境の保護という観点から堤防の建設や護岸工事は不可能であった。このため桧原湖・小野川湖・秋元湖に洪水調節容量を持たせるためダムを建設して容量を確保し、併せて長瀬川の正常な流量維持を図る不特定利水と発電を目的とした多目的ダムとして、裏磐梯三湖の河川総合開発事業を1997年（平成9年）より着手した。
自然湖をダム化して治水や利水に利用するのは全国でも実施されているが、特に代表的なものとして国土交通省直轄では琵琶湖と瀬田川洗堰、霞ヶ浦と常陸川水門があり、県営事業では中禅寺湖と中禅寺ダム（栃木県）、余呉湖と余呉湖ダム（滋賀県）がある。福島県では猪苗代湖と十六橋水門でも行われている。桧原湖には高さ3.4メートルの重力式コンクリートダム、小野川湖には高さ4.9メートルのフィルダムを建設し、秋元湖は既設のアースダムに加え左岸に非常用洪水吐5門を備える重力式コンクリートダムを新設し、コンバインダムとした。このように天然の湖沼にダムや堰、水門を建設して治水や利水に利用する天然湖沼を専門的には「湖沼水位調整施設」と呼ぶ。天然湖沼ではあるものの河川関連法規的にはダムと見なされる。
何れも高さ15メートル以下であるため河川法上では堰となるが、この多目的ダム化によって秋元湖を始め裏磐梯三湖は長瀬川流域の治水と水力発電に寄与する存在となった。1999年（平成11年）に事業は完成し、従来東京電力に委託していた水位調節は湖を管理する福島県喜多方建設事務所が直接実施している。